# Cryoturbation
La cryoturbation ou géliturbation est un phénomène géomorphologique affectant les couches superficielles du sol soumises à des alternances de gel et de dégel. Lors des périodes de gel, l'eau contenue dans le sol, en se solidifiant, occupe un volume plus important et déplace les matériaux du sol. Ces déplacements sont à l'origine de la formation de sols dits structurés, caractérisés par un tri des particules selon leur taille.

## Différents sols structurés

### Cercles de pierres
Les cercles de pierres sont des formes circulaires, dont le diamètre peut varier de quelques centimètres à plusieurs mètres. Ils sont généralement caractérisés par une cellule centrale légèrement bombée, entourée d'une ceinture de lithoclastes (cas des cercles triés). Les cercles non triés sont appelés « flaques de terre » ou « ostioles ».
Les cercles de pierres sont le résultat de la déformation du contact entre deux matériaux de gélivité différente (cryoturbation). L'aspect trié, non trié, coalescent ou contigu des cercles dépend de trois principaux facteurs : le gradient de gélivité (ordre de superposition des matériaux plus ou moins gélifs), le contraste de gélivité (plus ou moins fort en fonction de la granulométrie des matériaux) et le drainage.

### Sols polygonaux

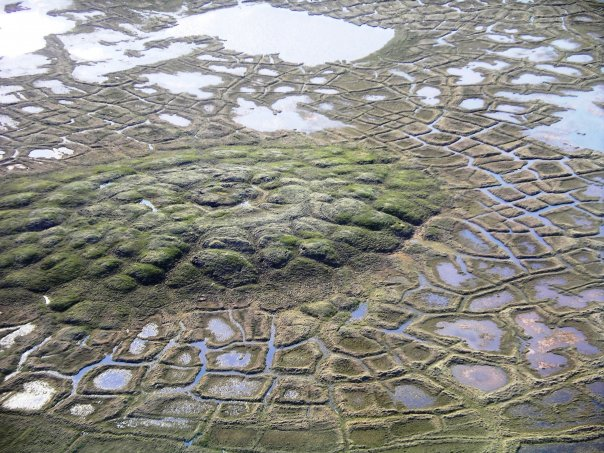
Un sol polygonal et pingo effondré dans les Territoires du Nord-Ouest, au Canada.

Le sol polygonal apparaît sur des sols de déclivité nulle.
Lors des gels successifs, des fentes de cryodessiccation ou des coins de glace (en contexte de pergélisol continu) se forment dans le sol, délimitant des cellules. Par ailleurs, la glace, occupant plus de volume que l'eau liquide, produit un renflement du sol et expulse petit à petit les plus petites particules (graviers) du sol (phénomène de cryoexpulsion). Ces graviers se retrouvent en surface et, à cause du renflement du sol, sont évacués vers les fentes dues aux coins de glace.
De telles structures polygonales ont été observées sur Mars (en) et sur la comète Tchouri.

### Sols striés
Les phénomènes mis en œuvre dans la formation de sols striés sont les mêmes que pour les sols polygonaux, si ce n'est que cela se produit sur des sols en pente. Les graviers sont non seulement évacués vers les fentes entre cellules du sol mais également le long de la pente, si bien que les polygones s'étirent jusqu'à former des stries.

### Roses de pierres

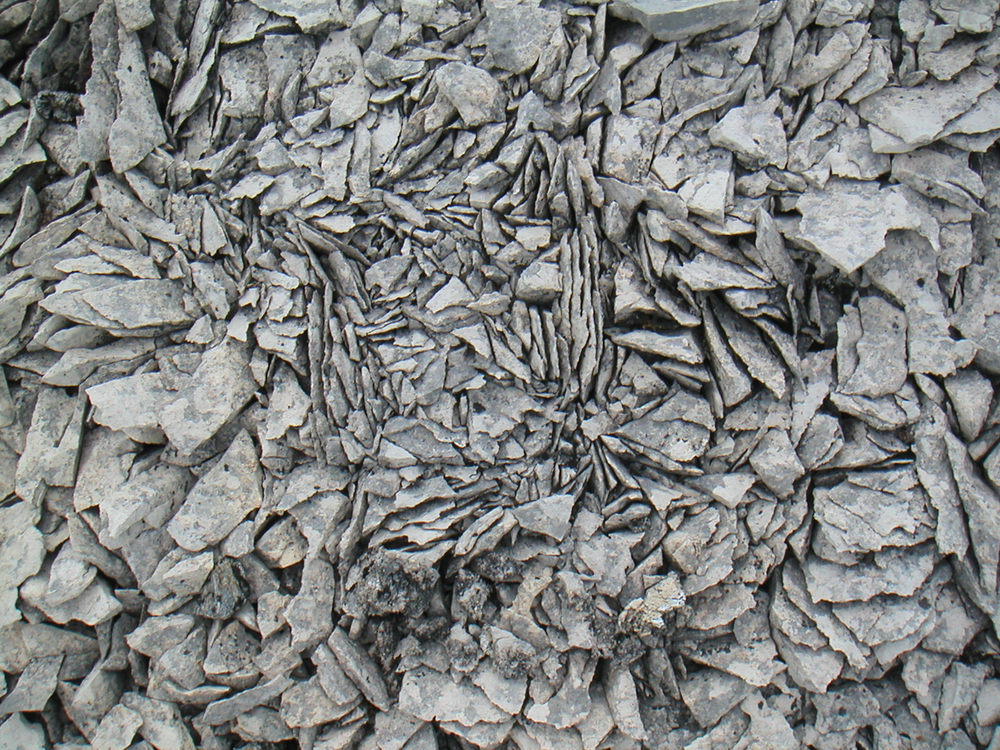
Une rose de pierres dans les calcaires de Spitzberg.

Structure superficielle montrant, en plan, une organisation des gélifracts de manière plus ou moins concentrique.